# Remo Lugli
Remo Lugli (Rolo, 25 novembre 1920 – Torino, 26 ottobre 2014) è stato un giornalista e scrittore italiano.

## Biografia
Nato nel 1920 a Rolo, comune della provincia di Reggio Emilia, nel 1946 Remo Lugli iniziò la carriera giornalistica come redattore della Gazzetta di Modena.
Nel 1952 l'editore Einaudi pubblicò nella collana I gettoni diretta da Elio Vittorini il suo primo romanzo Le formiche sotto la fronte. L'opera, di stile neorealista, narra la storia di una famiglia contadina progressivamente colpita dalla follia. Nel 1955, chiamato dal direttore Giulio De Benedetti, lasciò la Gazzetta e, trasferitosi a Torino, iniziò la collaborazione con il quotidiano La Stampa.
Dopo la raccolta di racconti Il piano di sopra del 1957, nel 1962 pubblicò il secondo romanzo La colpa è nostra, ambientato in un mulino in montagna dove alcuni giovani, riuniti per una festa, s'interrogano sui motivi della scomparsa improvvisa di uno di loro. Nel 1990 ancora una serie di racconti ambientati nel mondo dell'antiquariato: Il tarlo ci cova.
Amico del celebre sensitivo torinese Gustavo Rol, che frequentò assiduamente fin dal 1972 partecipando ai suoi esperimenti, nel 1995 gli dedicò il volume Gustavo Rol. Una vita di prodigi. Nel 2009, sullo stesso tema, pubblicò E se di là, una serie di racconti sul mondo paranormale con disegni dello stesso Rol.
Nel 2011, quando Lugli aveva superato i novant'anni, uscì la sua ultima opera:  i racconti Parenti nel mirino. 
È morto a Torino, a novantatré anni, nel 2014.

## Opere
- Le formiche sotto la fronte, Torino, Einaudi, 1952.
- Il piano di sopra, Milano, Mondadori, 1957.
- La colpa è nostra, Milano, Ceschina, 1962.
- Tarlo ci cova. Gioie, dolori, misteri del mondo dell'antiquariato, Torino, Daniela Piazza Editore, 1990.
- Gustavo Rol. Una vita di prodigi, presentazione di Paola Giovetti, Roma, Edizioni mediterranee, 1995.
- E se di là. Venti racconti dell'altra vita e le straordinarie illustrazioni di Gustavo Rol, Torino, Daniela Piazza Editore, 2009.
- Parenti nel mirino e altri racconti, Rivoli, Neos, 2011.